# Lacaune
Lacaune település Franciaországban, Tarn megyében. Lakosainak száma 2469 fő (2022. január 1.). Lacaune Murasson, Saint-Sever-du-Moustier, La Salvetat-sur-Agout, Fontrieu, Lacapelle-Escroux, Gijounet, Lamontélarié, Moulin-Mage, Murat-sur-Vèbre, Nages és Viane községekkel határos.

## Népesség
A település népességének változása:
| Lakosok száma | 2603 | 2536 | 2508 | 2599 | 2492 | 2478 | 2464 | 2466 | 2471 | 2469 |
|               | 2010 | 2013 | 2015 | 2016 | 2017 | 2018 | 2019 | 2020 | 2021 | 2022 |